# Heidenwall (Dehlthun)
Der Heidenwall bei Dehlthun ist eine Ringwallanlage in der Gemeinde Ganderkesee im niedersächsischen Landkreis Oldenburg.

## Lage
Die Anlage befindet sich etwa 3,5 km westlich des Ortskerns von Ganderkesee, nahe der Bergedorfer Landstraße (K232). Sie ist in die Reihe der archäologischen Erlebnisrouten des Naturparks Wildeshauser Geest aufgenommen worden.

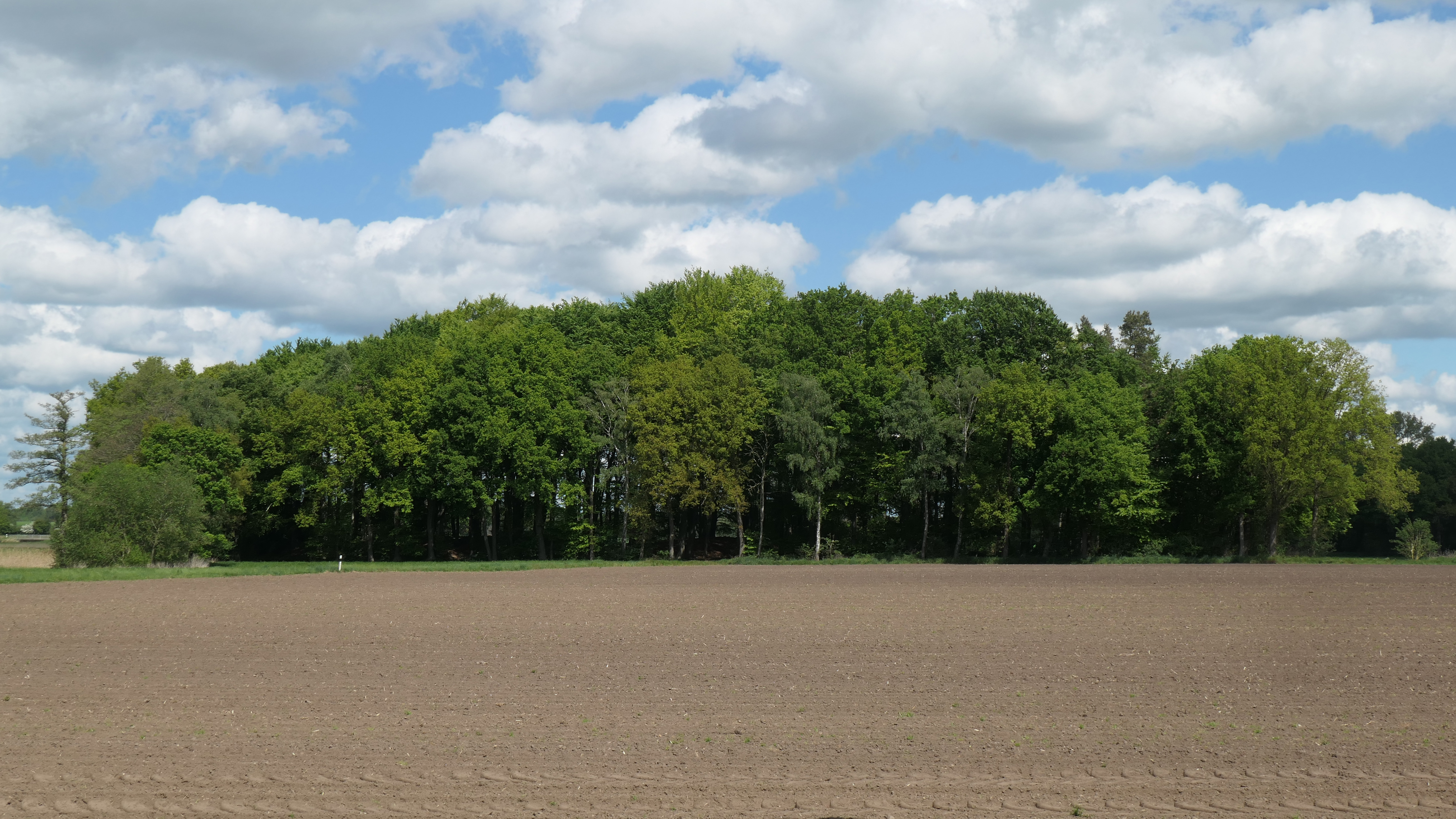
Gesamtansicht von Süden

Errichtet wurde die Ringwallanlage vermutlich im 9. oder 10. Jahrhundert. Sie liegt auf einem Geestsporn, der von Nordosten kommend in das sumpfige Niederungsgebiet der Welse hereinreicht. Nördlich in etwa 200 m Entfernung verlief ein wichtiger Fernhandelsweg, die Ostfriesische Straße, die Bremen mit Leer verband. Der Archäologe Bernhard Uhl aus Halle an der Saale ordnete 1908 den Heidenwall Dehlthun zusammen mit den Befestigungsanlagen Sierhauser Schanzen, der Quatmannsburg bei Elsten und der Hünenburg Stöttinghausen als unterstützende Forts der aus seiner Sicht zentral gelegenen großen Anlage Arkeburg bei Goldenstedt zu. Der alte Ortsname Dehlthun leitet sich ab von Dehle = Niederung und Thun = Zaun, also etwa Umzäunung in der Niederung.

## Aufbau
Die Maße des ovalen Grundrisses betragen 82,5 × 66 m. Die Anlage war umgeben von einer 4 m hohen Umwallung mit einer Basisbreite von 25 m, wobei nicht gesagt werden kann, ob es sich um eine Holz-Erde-Konstruktion oder um eine zweischalige Plaggenmauer mit Erdkern gehandelt hat. Der Wall wird im Nordosten und Osten von einem nur 1 m tiefen, aber 6 m breiten Graben umfasst. An diesen schließt sich ein 1 m hoher und 5 m breiter Außenwall an. Der Eingang befand sich vermutlich im nordwestlichen Bereich. Im Osten in 50 m und in 500 m Entfernung gab es zwei weitere bogenförmige Wälle, die aber mittlerweile eingeebnet sind. Es wurden zwei Knüppeldämme in Richtung Thienfelde (im Norden) und Richtung Hof Ohe (im Südwesten) nachgewiesen.
Der Heidenwall war vermutlich nicht dauerhaft bewohnt. Vieles spricht dafür, dass er als Fluchtburg vor ungebetenen fremden Eindringlingen, wie zum Beispiel den Wikingern, diente.